# Concepción (spanskt fartyg)
Concepción var ett spanskt expeditionsfartyg som användes under den första världsomseglingen åren 1519 till 1522. "Concepción" förstördes avsiktligt under resan i brist på besättning 1521.

## Fartyget
"Concepción" var ett tremastad segelfartyg av skeppstypen karack i klassen Nao. Skeppet hade ett tonnage på cirka 90 ton och kostade 228 750 maravedis. Ytskiktet var som på de övriga fartygen helt täckt med tjära. Besättningen var på cirka 45 man.

## Världsomseglingen
Den 10 augusti 1519 lämnade en expedition om fem fartyg (döpt till Armada de las Moluccas) under befäl av Fernão de Magalhães hamnen i Sevilla. Förutom "Concepción" under befäl av kapten Gaspar de Quesada ingick även
- Trinidad
- San Antonio
- Victoria
- Santiago

i konvojen där "San Antonio" var det största fartyget.
Den 31 mars 1520 anlände fartygen till Puerto San Julián (i Santa Cruzprovinsen) här utbröt ett första myteri på "Concepción" och "San Antonio" den 2 april, i efterspelet avrättades kapten Gaspar Quesada den 7 april och kapten Juan de Cartagena lämnades på en öde ö i augusti varpå Juan Serrano senare utnämndes till ny kapten på "Concepción".
Konvojen nådde Kap Virgenes den 21 oktober, under utforskningen av kusten upptäcktes passagen "Estrecho de Todos los Santos" (Alla helgons sund, dagens Magellans sund) den 1 november (1520 års Alla helgons dag). Magellan uppdragade "Concepción" och "San Antonio" att utforska sundet. Den 28 november nådde expeditionen slutligen Stilla havet och fortsatte västerut i sökandet efter Kryddöarna.
Efter en del strider (där även Magellan dödades) hade besättningen minskat till den grad att man beslutade att förstöra fartyget och den 2 maj 1521 sattes fartyget i brand utanför Bohol bland Visayaöarna.